# Tehnici de supraviețuire
Abilitățile de supraviețui sunt acele tehnici pe care o persoană le poate folosi pentru a se ajuta pe sine sau a ajuta alte persoane aflate într-o situație primejdioasă. În general, aceste tehnici au scopul de a asigura necesitățile de bază pentru a susține viața omului: apă, hrană, adăpost, habitat, și nevoia de a gândi clar, de a semnala pentru ajutor, de a călători în siguranță, pentru a ocoli interacțiuni neplăcute cu animale și plante, și de a oferi prim-ajutor. În plus, skill-ul de a supraviețui este un mod prin care omul se poate simți bine perioade lungi de timp în locuri nepopulate. Unii oameni folosesc această aptitudine pentru a aprecia mai bine natura și pentru recreație, nu doar supraviețuire.
Asemenea aptitudini sunt folositoare în situații ca furtuni, cutremure sau în locații periculoase ca deșertul, muntele și junglă. Fiecare mediu sau locație diferită prezintă o serie de pericole unice.
Un concept pentru a stabili prioritățile este "Regula lui 3":
1. Omul nu poate supraviețui mai mult de 3 ore expus la temperaturi scăzute extreme.
2. Omul nu poate supraviețui mai mult de 3 zile fără apă.
3. Omul nu poate supraviețui mai mult de 3 săptămâni fără hrană.

## Adăpostul
Adăpostul este orice obiect care protejează omul de natură, inclusiv căldură sau frig excesiv și care permite un somn liniștit. Un adăpost poate varia de la un adăpost "eco", ca o peștera sau un copac căzut, până la un adăpost artificial creat din rămășițe.

## Focul
Este foarte important să aprinzi un foc. Cu el poți încălzi mâncarea și băutura. Usuci hainele.
Te încălzești. Semnalizezi. Îți dă curaj. Mintea funcționează mai bine.
Pentru aprinderea focului ai nevoie de combustibil + oxigen (aer) + temperatura de aprindere;
adică: o scânteie sau o flacără + amorse + vreascuri. Plus gândire - și răbdare.
Dar e bine să știi din capul locului că s-ar putea să nu reușești să aprinzi focul! La primele
încercări - sau vreodată. Mai ales în condiții foarte grele. Sau, chiar dacă îl aprinzi și vremea este foarte
rece, focul poate fi inutil: uneori dă atât de puțină căldură încât ca să te încălzești va trebui să stai
deasupra lui, să te bagi în el - și-ți pârlești hainele.
Nu încerca să aprinzi focul pe vreme rea, decât atunci când ești silit de situație.
Iată și alte sfaturi utile:
- Totdeauna aprinde focul înainte de lăsarea întunericului;
- Nu aprinde focul dacă nu ai nevoie de el;
- Mult mai bine te încălzești cu 2-4 focuri mici, între care să stai ghemuit, decât de la un
singur foc;
- Pregătește și adună mereu, chiar de la început, vreascuri, așchii, rămurele, alt combustibil.
Chiar dacă sunt ude, se vor usca la focul pe care-l vei face;
- Păstrează și economisește vreascurile, așchiile, crenguțele, combustibilul și chibriturile; ele
pot fi încălzite sau uscate cu căldura corpului;
- Alege cu grijă locul unde faci primul foc. Să nu fie sub un copac plin de zăpadă. Nici sub o
stâncă care abia se ține la locul ei. Nu foarte aproape de automobil.
- Totdeauna amenajează, pregătește locul în care faci focul. Pune lemnele și aprinde-le pe o
vatră din pietre, bușteni, sau într-o gaură în pământ - NU direct pe sol, la întâmplare. De exemplu,
câteva bucăți de tablă, resturi de avion, capace de la roți auto, bolovani pot constitui o vatră minunată
pentru foc, plus că re-flectă căldură;
- în jurul focului folosit la prepararea hranei amenajează niște pereți care să reflecte și să
concentreze căldura. Sau fă focul lângă un perete, o stâncă. Ori gătește deasupra găurii sau vetrei din
sol în care ai făcut focul. Oala poate să se rezeme pe pietroaie puse în picioare, pe crengi verzi, sau
bucăți de metal. Flăcările și căldura pot fi dirijate spre adăpostul semideschis în care stai, cu ajutorul
unui reflector amenajat din pietre, lemne, crengi. NU aprinde focul în cort;
- Nu face un foc prea mare: va consuma inutil prea mult combustibil. Deși uneori ar putea fi
bun: la semnalizare, la uscarea hainelor. Oricum, e mai avantajoasă cantitatea unor focuri succesive mai
mici, decât calitatea unuia singur mai mare;
- Nu consuma inutil chibriturile încercând să aprinzi un foc rău pregătit sau ca să aprinzi
țigări, când ai la dispoziție alte metode;
- Chiar dacă ai un foc sau chibrituri, învață și antrenează-te să aprinzi focul fără chibrituri
(vezi mai jos). S-ar putea să ai nevoie de această îndemânare mult mai repede decât te aștepți.
- Cu ce faci focul:

- Amorsele pentru aprinderea focului/ac jumătate din treaba chibritului. Cealaltă jumătate o
face scânteia, căldura sau flacăra. Completează-ți și sporește-ți mereu rezerva de amorse pentru
aprinderea
focului: iască, praf de la carii de lemn, scame, fire din bumbac, rumeguș uscat, așchii de lemn,
sfoară despletită, scame de la fese sau bandaje, pânză, fire de lână, pene, scame din buzunar, bucăți din
cuiburi de pasăre, orice fel de praf, așchii uscate ciocănite între două pietre, plută fărâmițată, ace de
pin. La care adaugi 1-2 picături de gaz (petrol lampant) - dacă ai.
Păzește-le cu grijă. Păstrează-le uscate. Poartă acest combustibil fragil și valoros într-o cutie, o
sticluță sau în portofel. Ori de câte ori poți, pune-le la soare să se usuce. Sau, expune-le la altă sursă de
căldură. Scopul e să fie foarte uscate (ca tutunul).
- Vreascurile: adună-le de peste tot și păstrează-le la căldură, uscate. Folosește orice material:
hârtie (bani), fotografii, acte de identitate, crenguțe, tufe rășinoase, resturi de hrană, resturi de hârtie
(ambalaje), cârpe, așchii de lemn, plută, pene, iarbă uscată, coajă de copac, bucăți de crenguțe cojite
(astfel ca fâșiile de coajă să se onduleze în afară, ca la o minge de badminton), rădăcini, cetină, ulei de
la motor (dacă nu ai vreun vas - îl scurgi direct pe sol, înainte de a se congela în motor), cuiburi de
pasăre, frunze de palmier, ferigă.
Atenție: NU folosi toate vreascurile pentru focul acesta. Mai lasă câteva și pentru următorul
foc, cel de mâine.
- Combustibilul: adună o rezervă imensă (de două ori mai mult decât apreciezi la început) din
orice material care poate arde: crengi, bușteni, copăcei, tufișuri, bălegar, găinaț, căzături de copaci,
lemne sau cărbuni aduși de apă pe țărm, oase, lemn putred, componente din vehicul, plante. Lemnul
uscat, necăzut pe pământ care poate fi doborât, rupt, despicat (cu o pană din piatră ascuțită), cioplit -
este mai bun decât cel căzut pe sol (umed, înghețat, putred). Lemnele verzi ard când sunt băgate în foc
puternic. Orice fel de combustibil trebuie mai întâi mărunțit la dimensiunile necesare, convenabile.
Încearcă să folosești drept combustibil orice material găsești. Dar mai întâi încearcă o cantitate
mică, să vezi dacă arde. În cazul în care e e bun, folosește-1 mereu.
Înainte de aprinderea focului: stropește combustibilul cu gaz (petrol lampant), benzină sau
spirt. Stropește vreascurile. Pune 2 picături pe amorse. După ce torni o cană peste o grămadă de lemne,
poți aprinde imediat un foc zdravăn.
De asemenea, uleiul, parafină și spirtul solid pot să pornească bine focul. Dar niciodată NU
turna sau arunca gaz, benzină etc. într-un foc sau pe flăcări.
Cu ce aprinzi focul:
Când călătorești departe de civilizație, e obligatoriu să ai la tine cel puțin do«4 metode de a
aprinde focul: una asupra ta, iar cealaltă în rucsac. Nu folosi chibriturile sau bricheta dacă ai la
dispoziție alte mijloace.
- Cu chibrituri: pentru a valorifica mai bine fiecare chibrit, nu încerca să aprinzi cu el direct
focul, ci aprinde mai întâi o torță - fabricată din hârtie, iarbă, vreascuri uscate; sau cel mai bine o
lumânare.
Poți să spinteci un chibrit în lungime ca să faci mai multe. Când aprinzi un astfel de chibrit
subțire, apasă-i măciulia pe cutie cu degetul.
Ferește-le de vânt, aprinzându-le în spațiul dintre palme, cu măciulia în jos -astfel ca
eventualul curent care pătrunde printre degete să împingă flacăra în sus spre băț 
Dacă s-au umezit, usucă-le prin ștergere cu părul, sau frecându-le puternic între palme (cu
măciulia în afară). Un chibrit umed trebuie lovit oblic pe cutie -nu frecat în lungul ei.
Chibriturile trebuie păstrate într-o învelitoare impermeabilă, dar astfel încât să nu se frece, să
se sfărâme, ciocnească sau să se autoaprindă.
- Cu bricheta (de buzunar, de la automobil): folosește-o numai pentru aprinderea focului.
Țigările se vor aprinde altfel: de exemplu de la soare, cu o lentilă.
- Cu o lentilă convexă - poți aprinde amorsa și vreascurile de la razele soarelui. Anumite
lentile (convergente) dau rezultate mai bune, altele mai slabe, iar
unele (cele divergente) nu aprind deloc. Sunt bune lentilele de la ochelarii persoanelor presbite
(cu dioptrii „plus"). Geamul de la ceas este prea puțin convex, nu concentrează suficient razele
soarelui. Cel mai bine e să suprapui două lentile - fie de la aceeași pereche de ochelari, fie de la două
perechi (de la două persoane); și mai bună e o combinație de 4 lentile suprapuse.
Lentilele binoclului sau lunetei de la pușcă sunt foarte bune (pentru aprinderea focului ele
trebuie demontate).
Încearcă și cu obiectivul fotografic demontat, sau cu dosul aparatului fotografic deschis. În
poziția „B" obturatorul rămâne deschis cât timp se apasă pe butonul declanșator. Deschide
diafragma la maxim.
```
Cum aprinzi și aperi chibritul contra vântului
Aprinderea focului cu lentila aparatului foto
```

- Cu cremenea și amnarul: orice rocă dură (cremene, cuarț) care nu se sparge sau zgârie ușor,
poate produce scântei - când e ciocănită cu o bucată de oțel: pix, cuțit, șurubelniță etc. Dificultatea
constă în găsirea pietrei potrivite apoi în prinderea și utilizarea scânteii. E nevoie de antrenament!
Încearcă să faci la fel cum aprinzi chibritul: între palme, contra vântului. Ține piatra între
degetul mare și arătătorul mâinii stângi, iar amorsa de foc în palma stângă. Lovește cu bucata de oțel
ținută în mâna dreaptă. Dacă scânteia prinde, suflă până apare flacăra.
Pentru aceasta, cea mai bună amorsa este o bucată de pânză (ruptă din cămașă) și împăturită
astfel încât scânteile să ajungă în centrul ei.
- Prin frecarea a două lemne: o metodă foarte dificilă. Majoritatea oamenilor n-o pot folosi
deoarece: nu au experiență; nu au lemne cu calitatea necesară; condițiile de lucru sunt proaste.
Sălbaticii, vânătorii sau exploratorii care folosesc această metodă au o trusă specială, pe care o poartă
la ei ca pe o cutie de chibrituri
Prin manevrarea arcului încoace și încolo, țărușul (din lemn tare) se rotește cât mai repede în
lemnul de bază (moale, uscat, nerășinos). Din frecarea lemnelor apare un rumeguș fin, care începe să
ardă deasupra amorsei. Prin suflare, grămăjoara devine jăratic. Vârful țărușului trebuie rotit la marginea
crestăturii din scândurica de bază, astfel încât praful de lemn aprins să cadă pe grămăjoara de amorse,
pusă mai jos.
- Cu acumulatorul - chiar dacă autovehiculul, motocicleta sau șalupa nu are un aprinzător
electric pentru țigări. Dar atenție - nimeni nu dorește: mâini arse, baterie descărcată și scântei pe motor.
Acoperă preventiv motorul cu orice fel de învelitoare - de la un covor de cauciuc până la o haină. Și
acoperă-1 bine, căci vaporii de benzină sunt alături.
Pentru obținerea unor scântei se pot folosi două metode:
- Se ating două chei fixe (sau alte obiecte metalice asemănătoare) care fac contact cu bornele
bateriei;
Sau:
- La bornele bateriei se leagă două cabluri sau sârme (de exemplu sârmă ghimpată) care se duc
în afara caroseriei mașinii, pentru a obține scânteile cât mai departe de motor.
```
Aprinderea focului prin frecarea lemnelor
Aprinderea unei cârpe îmbibate cu benzină, de la scânteia acumulatorului
```

Nu exagera cu descărcarea acumulatorului. Nu se știe când vei mai avea nevoie de el.
Scânteile pot fi prinse cu o cârpă pe care s-a picurat puțină benzină. Cârpa este ținută legată cu
o sârmă răsucită în spirală, suficient de rigidă pentru a nu se îndoi cu cârpa aprinsă și a-ți aprinde mâna
sau mâneca. Pregătește din timp, în preajmă, o grămăjoară cu amorse și vreascuri.
- Cu o armă de foc: puțin praf de pușcă amestecat cu amorse de foc pornesc bine focul. Pentru
a obține o flacără, taie tubul cartușului și scoate glonțul sau alicele, precum și majoritatea pulberii (nu
arunca nimic, resturile păstrează-le pentru alte utilizări!). Peste pulberea rămasă în tubul cartuș bagă un
dop de cârpă uscată cu marginile zdrențuite. Nu o îndesa. Încarcă arma cu cartușul astfel modificat și
trage în aer. Cârpa va cădea aprinsă. Ia-o și aprinde cu ea amorsa și vreascurile.
Atenție la manipularea prafului de pușcă!
- Cum aprinzi focul.

Foarte important: pregătește totul foarte bine, ca și cum ai fi un chirurg înainte de operație. E
păcat să obții cu greu o flacără și după aceea s-o pierzi, pentru că nu ai ce aprinde cu ea.
Construiește o semi-piramidă din vreascuri. Lasă goluri pentru tiraj. Pune flacăra, torța sau
lumânarea la partea de jos a grămezii, dinspre vânt, acolo unde este golul, scorbura din piramidă.
Totodată, apără flacăra de vânt. În principiu, flacăra prinde și se întinde de la un vreasc la altul.
Când folosești o amorsa de foc, boțul de jeratec se introduce în gaura de la baza grămezii de
vreascuri, în mijlocul unor materiale ușor inflamabile, răsfirate, puse acolo dinainte: hârtii etc.
Dacă vântul nu bate deloc, flacăra se poate obține pornind de la o amorsa incandescentă
introdusă într-o minge de iarbă uscată, hârtii, zdrențe uleiate. Mingea trebuie legată la capătul unei
sârme sau sfori, ca o praștie. Dacă rotești în aer mingea ținută de sfoară vei obține un bulgăre de foc.
După ce vreascurile se aprind, adaugă bucăți mici de lemn. Bagă în foc bucățile mari numai
după ce focul este suficient de puternic și nu se mai poate înăbuși. Nu îndesa lemnele prea tare, lasă
goluri prin care să poată circula aerul (tirajul). Suflă în foc fără violență. Focul incipient, mic, trebuie
protejat de vânt, ca să nu fie stins de un curent prea puternic.
Lemnele mari se bagă în foc așezate în straturi. Bețele dintr-un strat vor fi orientate
perpendicular pe cele din stratul inferior, formându-se interstiții prin care să poată circula aerul și
flăcările.
- NU face focul pe o suprafață plană - amenajază o vatră - în pământ (sapă un șanț) sau

deasupra solului. Iată câteva feluri de vetre pentru foc:
- Focul în groapă sau șanț - se folosește de regulă pentru încălzirea și prepararea hranei.
Forma gropii poate fi un:
- trunchi de con cu vârful în jos, iar lemnele se așază înclinat pe marginea acestuia unul lângă
altul;
- șanț simplu 
- șanț în cruce 
Avantaje: se economisește combustibil (arde mai încet), jarul (acoperit cu cenușă) se păstrează
un timp îndelungat. Dezavantaje: dă o cantitate mai mică de căldură.
- Focul între pietre - dă mai multă căldură, cu combustibil mai puțin. Pietrele pot fi
folosite și ca suport pentru vase, sârme sau bare metalice, pe care se pot frige (coace) diverse produse.
Avantaje: posibilitatea dirijării căldurii spre un loc anume, menținerea acesteia și după
stingere - ca urmare a radiației produse de pietrele supraîncălzite.
NU pune în foc sau lângă acesta pietre ude, din material poros - pot exploda și-ți scot ochii.
NU folosi pentru construcția vetrei pietre moi, cu goluri interne - încearcă-le mai înainte prin
lovire (sună a gol).
- Focul cu alimentare înclinată - lungește durata arderii. Se recomandă când nu ai
mult combustibil. Două lemne, crengi sau bețe se înfig paralele în pământ, înclinate, la o adâncime de
20-30 cm și la o depărtare de 40-50 cm unul de altul; deasupra solului să rămână capetele de
aproximativ 70-80 cm. Ele constituie stâlpii de susținere pe care se așază, suprapuse, lemnele pentru
foc. Dispozitivul poate fi folosit și în interiorul adăpostului. La nevoie, stâlpii înclinați pot fi susținuți
cu alte lemne sau proptele. Lângă foc se pot așeza oale și vase cu diferite destinații.
```
Vatra de foc săpată simplu în sol
Vatra de foc săpată în cruce
Vatra din pietre -cu coș
```

- Focul în stea - pentru un foc mic, se așază radial 5-7 bucăți de lemn uscat cu un capăt spre
centru și cu celălalt spre exterior. În centrul vetrei poate fi făcută o mică adâncitură unde se așază
amorsele de aprindere și vreascurile. Pe măsură ce capetele dinspre centru ard, lemnele se împing radial
pe vatră spre centru] focului. În felul acesta lemnul arde complet, fără a fi nevoie să-l mărunțești
dinainte.
Avantaje: focul în stea are un consum mic de combustibil, dă căldură suficientă și usucă
progresiv lemnele. Între capetele lemnelor este suficient spațiu ca să așezi vase, să frigi sau coci
alimentele.
Depozitează lemnele lângă foc, mai ales dacă sunt umede. Peste noapte întreține focul fie
alimentându-1 mereu cu combustibil, fie acoperindu-1 cu bușteni sau frunze peste care pui pământ. A
doua zi dimineața, ca să reaprinzi focul: dezvelește je-raticul, adaugă câteva vreascuri și suflă în ele.

## Vezi și
- Film despre supraviețuire